# Сянка (психология)
В Аналитичната психология, „сянката“ е част от несъзнателната психика, съдържаща изтласкани недостатъци, слабости и инстинкти. Тя е един от трите най-разпознаваеми архетипа, другите са Анима и Анимус и персоната. „Всеки носи сянка“, пише Юнг, „и колкото по-малко тя се въплъщава в съзнателния живот, толкова по-тъмна и плътна е тя.“  Може да бъде (частично) връзка с примитивните животински инстинкти, които са изместени по време на ранното детство от съзнателната психика.
Според Юнг сянката бидейки инстинктивна и ирационална е склонна към проектиране: обръщане на личностната малоценност във възприет морален недостиг в някой друг. Юнг пише, че ако тези проекции са неразпознати „Фактора, създаващ проекцията (Архетипа на сянката) тогава има свобода на действие и може да осъзнае обекта си-- ако има такъв -- или да доведе но до някои ситуации, характеризиращи се със силата си.“  Тези проекции изолират и осакатяват индивидите чрез формиране на още по-плътна мъгла между егото и външния свят.
Юнг също вярва, че „въпреки своята функция като резервоар за човешката тъмнина-или може въпреки това-сянката е центъра на творчеството.“

## По-нататъшно четене
- Abrams, Jeremiah, and Connie Zweig. Meeting the Shadow: The Hidden Power of the Dark Side of Human Nature. Tarcher?Penguin, 1990.
- Abrams, Jeremiah. The Shadow in America. Nataraj. 1995
- Campbell, Joseph, ed. The Portable Jung, Translated by R.F.C. Hull, New York: Penguin Books, 1971.
- Johnson, Robert A., Owning Your Own Shadow: Understanding the Dark Side of the Psyche, 128 pages, Harper San Francisco, 1993, ISBN 0-06-250754-0
- Johnson, Robert A., Inner Work: Using Dreams and Creative Imagination for Personal Growth and Integration, 241 pages, Harper San Francisco, 1989, ISBN 0-06-250431-2
- Neumann, Erich. Depth Psychology and a New Ethic Shambhala; Reprint edition (1990). ISBN 0-87773-571-9.
- Vandebrake, Mark. „Children of the Mist: Dwarfs in German Mythology, Fairy Tales, and Folk Legends“ 135 pages. A work that interprets dwarf depictions throughout German history as shadow symbols.